# Christian Sleibing
Christian Sleibing (auch Schleibing; * um 1505 in Freckenhorst; † 27. Oktober 1566 in Osnabrück) war ein Magister, Schulleiter und Superintendent in Osnabrück.

## Familie
Sleibing war mit Anna (1562–1643), einer Tochter des Osnabrücker Rathsherrn Jodocus Wesselmann verheiratet. Seine Tochter Anna war mit dem Osnabrücker Bürgermeister Rudolf Hammacher verheiratet. Sein Sohn starb als Student der Rechte in Wittenberg.

## Leben
Sleibing erhielt seine humanistische Grundausbildung an der Domschule Münster und immatrikulierte sich 1525 an der Universität Wittenberg. 1532 war er Rektor an der Johannisschule, anschließend an der Domschule in Osnabrück. Im Wintersemester 1543 ging er zur Vervollständigung seiner Studien nochmals nach Wittenberg und erwarb hier den Magistergrad. 1544 nahm er die Stelle eines Rektors in Hannover an und predigte gleichzeitig an der dortigen Aegidienkirche. Er entsprach dann aber dem Wunsch des Osnabrücker Rates und übernahm die Leitung der evangelischen Schule im Barfüßerkloster (Ratsschule). Nur kurz konnte Sleibing 1548 sein Predigeramt an St. Johann ausüben; infolge des Augsburger Interims musste er es niederlegen. Er begab sich nach Herford und wurde Rektor der dortigen Schule. Aufgrund des Niedergangs der Osnabrücker Domschule (Carolinum) sah sich der Rat der Stadt genötigt, in Ermangelung geeigneter Lehrer katholischer Konfession den Lutheraner Sleibing abermals nach Osnabrück zu berufen. Von 1552 bis 1555 leitete dieser nun die Schule.
1555 ging er jedoch von sich aus nach Bremen an das Pädagogium, als der streng katholische Gisbert Budde das Amt des Scholasters im Domkapitel übernahm. Da er sich jedoch auch hier nur kurz halten konnte, kehrte er erneut nach Osnabrück zurück, wo man dem erfahrenen Rektor zum dritten Mal die Leitung der Domschule übertrug. Von Johannes Pollius als Nachfolger gewünscht, übernahm er nach dessen Tod 1562 das Pfarramt an St. Katharinen, gab es aber 1564 wieder an Wilhelm Voß (um 1535–1598) ab. Die ihm im selben Jahr übertragene Superintendentur legte er bereits aus Verärgerung über das Verhalten von Voß im folgenden Jahr wieder nieder. Über seinen Schüler und Schwiegersohn Rudolf Hammacher erreichte er schließlich, dass Voß, des Calvinismus bezichtigt, die Stadt verlassen musste.
Seine Grabplatte befand sich im Osnabrücker Dom auf der Nordseite des Chorumgangs vor dem Chorgestühl.